# Eurotop Keuken-Arkel

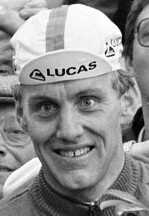
Werner Devos 1987

Eurotop Keuken-Arkel, Lucas-Müllers oder Lucas-Arkel war ein professionelles Radsportteam, das von 1987 bis 1988 bestand.

## Geschichte
Das Team wurde 1987 unter der Leitung von Florent Van Varenbergh gegründet. Neben den Siegen konnte das Team dritte Plätze beim Omloop van de Westkust, beim Druivenkoers und bei Binche–Chimay–Binche, Platz 4 beim Circuit des XI Villes sowie fünfte Plätze beim Omloop van het Houtland und beim Pfeil von Brabant erreichen. Das Team nahm auch an der Vuelta a España 1987 teil, jedoch mit einem anderen Trikotsponsor. Gleichwohl beendete keiner der Fahrer das Rennen. 1988 erwirkte das Team Platz 3 bei GP Odiel Lambrechts, Platz 6 bei Dwars door Vlaanderen, zehnte Plätze bei der Belgien-Rundfahrt und beim Grosser Preis des Kantons Aargau sowie Platz 15 beim Omloop Het Nieuwsblad. Am Ende der Saison 1988 wurde das Team aufgelöst.

### Doping
1987 gewann Felipe Yanez die 9. Etappe der Vuelta a España und wurde anschließend des Dopings überführt. Jedoch wurde er später aufgrund eines Verfahrensfehlers freigesprochen.

## Erfolge
1987
- Grote Prijs Jef Scherens
- Grote Prijs Raf Jonckheere
- eine Etappe Tour d’Armorique

## Bekannte ehemalige Fahrer
- Bjarne Riis (1987)
- Werner Devos (1987)
- Noël Segers (1987)